# Muziek Centrum Nederland
Muziek Centrum Nederland (MCN) was tot 2013 het kennis- en promotiecentrum voor Nederlandse professionele muziek, gevestigd aan het Rokin in Amsterdam. Het centrum werd opgericht om de positie van de Nederlandse muziek(cultuur) te verstevigen in zowel Nederland zelf als daarbuiten. Het centrum organiseerde hiervoor evenementen, informatieve bijeenkomsten, workshops, cursussen, brengt cd's uit, bezocht internationale muziekbeurzen en diende als documentatiecentrum en vraagbaak.
Het MCN richt zich op alle muziekgenres: van popgenres als rock, hiphop, urban, dance en crossover tot jazz, klassiek en eigentijdse klassieke muziek alsook wereldmuziek.
In verband met het verliezen van de rijkssubsidie is het MCN per 1 januari 2013 opgehouden te bestaan. De collectie ondergebracht bij de Bijzondere Collecties van de Universiteit van Amsterdam. Onder meer het onderdeel Donemus en het Nederlands Jazz Archief gingen zelfstandig verder.

## Geschiedenis
Het Muziek Centrum Nederland bestond sinds 1 januari 2008 en is ontstaan uit het samengaan van de volgende muziekinstituten: Donemus (instituut voor de gecomponeerde hedendaagse muziek), Gaudeamus (genre-instituut voor hedendaagse klassiek), De Kamervraag (genre-instituut voor klassieke muziek), de Dutch Jazz Connection, de Jazzorganisatie (v/h Nederlandse Jazzdienst), het Nederlandse Jazzarchief en het Nationaal Pop Instituut. Voordat de belangen voor de klassieke muziek werden behartigd door De Kamervraag was dit de taak van het Nederlands Impresariaat. Net als de Nederlandse Jazzdienst, die deels taken voortzette die voordien door de stichting Muziek en Theater Netwerk werden uitgevoerd. 
Van 2000 tot 2004 waren NEAR (Nederlands Elektro-Akoestisch Repertoirecentrum) en Donemus onderdelen van MuziekGroep Nederland (MGN). MuziekGroep Nederland was ontstaan door een fusie tussen Centrum Nederlandse Muziek (CNM, Hilversum), Donemus (Documentatie Nederlandse Muziek, Amsterdam) en het RIM (Repertoire Informatiecentrum Muziek, Utrecht). Het Centrum Nederlandse Muziek (CNM) is halverwege de jaren 70 begonnen als Bumafonds (Bfo).

## Activiteiten
- Internationale Gaudeamus Muziekweek, concours voor de hedendaagse klassieke muziek
- Dag van de Kamermuziek, presentatiemoment met showcases en stands voor de klassieke muziek
- Internationaal Gaudeamus Vertolkers Concours
- Dutch Jazz Meeting
- VPRO/Boy Edgar Prijs, muziekprijs voor een Nederlandse jazzartiest
- MusicXport, een van de relatief weinige financiële regelingen voor popartiesten, bestemd voor buitenlandse tournees. Voor in totaal 66.000 euro in 2010. Gothicband Within Temptation bouwde hiermee een carrière op in Duitsland.
- Dutch Blend Meeting
- promotionele ondersteuning aan internationale muziekcongressen zoals CMJ (New York), SXSW (Austin, Texas), Popkomm (Berlijn) en Musikmesse (Frankfurt am Main).
- Muziekencyclopedie - Website voor de Nederlandse muziekgeschiedenis